# ناتالی نکن
«ناتالی نکن» (به انگلیسی: Natalie Don't) ترانه‌ای از ری، خواننده و ترانه‌سرا بریتانیایی است که در ۱۰ ژوئیه ۲۰۲۰ به عنوان سومین تک‌آهنگ از نخستین مینی‌آلبوم او به نام ترانه‌های اندوهگین سرخوشی منتشر شد. آهنگ به‌دست ری، جان بلاندا و جان هیل نوشته و به‌دست بلاندا و هیل ساخته شده‌است. موزیک‌ویدئو این ترانه در ۱۰ ژوئیه ۲۰۲۰ منتشر شد.

## پیش‌زمینه و آهنگ‌سازی
ترانه درباره ترسی است زمانی که می‌فهمید هنگام از دست دادن کسی هستید. این آهنگ به زیبایی ناامیدکننده است زیرا می‌دانید که ناتالی کاری را بدون توجه به آنچه می‌خواهد انجام می‌دهد.

—گفتمان‌های ری درباره ناتالی نکن
ری درباره موضوع آهنگ گفتگو کرد و بازگو کرد که آهنگ «جولین امروزی من» است، پس از تجربه موقعیتی که دوستش در آن زمان میان ری و شریک زندگی‌اش جا گرفت. او در دنبال می‌گويد؛ «از همین روی است که من موسیقی را دوست دارم زیرا می‌توانید یک چیز واقعاً زشت و منفی را به چیزی شگفت‌انگیز درگرگون سازید. من کم‌وبیش شادم که این رویداد رخ داد زیرا اکنون یک آهنگ برجسته برای گفتن داستانم دارم.» پیش از انتشار تک‌آهنگ، ری بر آن بود که این آهنگ، آهنگ موردعلاقه‌اش بوده که تاکنون منتشر کرده است.

## موزیک‌ویدئو
موزیک‌ویدئویی به کارگردانی فیونا جین برگس همراه با انتشار تک‌آهنگ در ۱۰ ژوئیه ۲۰۲۰ برای نخستین‌بار پخش شد. این ویدئو دربرگیرنده ری در اتاق‌خواب صورتی و کهنه است که راهنمایی خود را درباره چگونگی چیرگی بر یک پیوندعشقی را رو می‌کند.

## فهرست ترانه‌ها
| نسخه دیجیتالی | نسخه دیجیتالی | نسخه دیجیتالی |
| شماره         | نام           | مدت           |
| ------------- | ------------- | ------------- |
| ۱.            | «ناتالی نکن»  | ۳:۱۴          |

| نسخه دیجیتالی | نسخه دیجیتالی                  | نسخه دیجیتالی |
| شماره         | نام                            | مدت           |
| ------------- | ------------------------------ | ------------- |
| ۱.            | «ناتالی نکن» (ریمیکس پانکچه‌آل) | ۴:۱۶          |

| نسخه دیجیتالی | نسخه دیجیتالی          | نسخه دیجیتالی |
| شماره         | نام                    | مدت           |
| ------------- | ---------------------- | ------------- |
| ۱.            | «ناتالی نکن» (آکوستیک) | ۳:۲۲          |

| نسخه دیجیتالی | نسخه دیجیتالی               | نسخه دیجیتالی |
| شماره         | نام                         | مدت           |
| ------------- | --------------------------- | ------------- |
| ۱.            | «ناتالی نکن» (ریمیکس پی‌اس‌۱) | ۳:۱۶          |